# Aswandam
De nieuwe Hoge Aswandam en de oudere Lage Aswandam zijn twee dammen die de Nijl bij Aswan in Egypte afsluiten. De stuwdam creëerde het meer van Nasser, een 550 kilometer lang reservoir dat deels in Sudan ligt. Het reservoir is verbonden met het Toshkameer ten westen. 
Vroeger overstroomde de Nijl elk jaar in de zomer; de zogenaamde Nijlvloed. Deze overstromingen lieten vruchtbaar slib achter op de oevers van de Nijl, waardoor de bodem ideaal was voor landbouw. De overstromingen waren echter onvoorspelbaar en richtten vaak schade aan. Daarom werd het nodig geacht om ze beheersbaar te maken door middel van een dam.
Verschillende gemeenschappen moesten verplicht wijken bij de voltooiing van de dam. Een bekend voorbeeld is Toshka dat later zijn naam zou geven aan het Toshkameer. Een aantal tempels die onder water dreigden te raken werden gered door ze te verplaatsen. 

## Constructie
Het ontwerp voor de lage dam kwam van de Britse civiel ingenieur William Willcocks. De Britten begonnen in 1899 aan de constructie van de lage dam, die werd afgewerkt in 1902. De dam was 1900 m lang en 54 m hoog. Het oorspronkelijke ontwerp werd al snel niet voldoende geacht en de dam werd twee keer verhoogd, van 1907-1912 en van 1929-1933.
Toen de dam bijna overstroomde in 1946 werd besloten om acht kilometer stroomopwaarts een nieuwe dam te bouwen. Het plannen van de bouw begon in 1952, net na de machtsgreep van Nasser. Het werd een prestigeproject voor zijn regime. De Verenigde Staten, het Verenigd Koninkrijk en de Wereldbank boden miljarden aan hulp aan, maar dit aanbod werd ingetrokken in 1956 toen Egypte weigerde een anti-communistisch pact te ondertekenen (Bagdad-pact) en de Volksrepubliek China officieel erkende. De Egyptische regering ging zelfstandig verder met het project en nationaliseerde het Suezkanaal om de bouw te financieren. De Sovjet-Unie bood hulp aan om zo voet aan de grond te krijgen in Afrika. Ze gaven Egypte ook zware machinerie en technici. De enorme zwaartekrachtdam werd ontworpen door het Russische Zuk Hydroprojectinstituut. Om deze samenwerking te herdenken werd er een groot kunstwerk bij de dam gebouwd in de vorm van een lotusbloem, ontworpen door Ernst Neizvestny, als bevestiging van de vriendschap tussen Egypte en de Sovjet-Unie.
De constructie van de dam begon in 1960 en werd afgewerkt op 21 juli 1970. Het reservoir begon zich te vullen na de afwerking van de eerste fase in 1964. Het hierdoor gevormde Nassermeer was voor de eerste keer volledig gevuld in 1976. Het reservoir verplichtte duizenden mensen te verhuizen, en ook archeologische sites (zoals Aboe Simbel) moesten verplaatst worden. Een ervan, het Taffeh-tempeltje werd overgebracht naar Nederland en bevindt zich in het Rijksmuseum van Oudheden in Leiden.

## Voordelen
De Hoge Aswandam is 3600 m lang en 980 m breed aan de basis. Maximaal 11.000 m³ water kan per seconde door de dam worden gesluisd. De dam produceerde tegen 1998 15% van de totale Egyptische elektriciteit. Hierdoor konden verschillende dorpjes voor het eerst van elektriciteit worden voorzien. In de streek van Minieh, Sohak en El Fajoem konden door irrigatie honderdduizenden hectaren worden ontsloten voor landbouw. Er ontstond een visindustrie rond de meren, en de gevaarlijke overstromingen of droogten kwamen niet meer voor. De landbouw kan hierdoor gewoon verdergaan.

## Nadelen
Het afdammen van de Nijl zorgde echter ook voor problemen. Het reservoir is aan het dichtslibben, en zal binnen vijfhonderd jaar een slibvlakte geworden zijn.
De Nijldelta zal uiteindelijk wegeroderen aangezien de oevers niet meer worden versterkt met nieuw slib. Het noordelijke deel van de Nijl zal brak worden, waardoor de hele regio onmogelijk meer gebruikt zal kunnen worden voor de landbouw. De delta zelf heeft al het grootste deel van zijn vruchtbaarheid verloren door het gebrek aan vers vruchtbaar slib. De productie van bakstenen, waarvoor modder uit de Nijldelta wordt gebruikt, is aan het stilvallen. De erosie van de kustlijnen langs de hele oostelijke Middellandse Zee is aan het versnellen.
Om de bodem toch nog vruchtbaar te houden worden jaarlijks enorme hoeveelheden kunstmest gebruikt, waardoor de bodem zwaar vervuild raakt. Verkeerde irrigatie zorgt voor een enorme verzilting van de bodem, een probleem dat nog eens versterkt wordt door het alsmaar verzilten van het Nijlwater. Het hele ecosysteem in de Nijl is aan het uiteenvallen.
De constructie van de dam zorgde ook voor politieke problemen. Het Nassermeer is enorm, en bijna de gehele Egyptische bevolking leeft in de Nijlvallei. Zou deze dam breken, dan zou een groot deel van Egypte overstromen.